# Roland Salm
Roland Salm (Riniken, 21 febbraio 1951) è un ex ciclista su strada svizzero.
Professionista dal 1974 al 1981, è stato quattro volte campione nazionale in linea.

## Palmarès

### Strada
- 1973 (dilettanti)

Tour du Canton de Genève
1ª tappa Giro del Lago Maggiore
2ª tappa Giro del Lago Maggiore
Classifica generale Giro del Lago Maggiore
- 1974 (Zonca, due vittorie)

Campionati svizzeri, Prova in linea
Berner Rundfahrt
- 1975 (Zonca, cinque vittorie)

Campionati svizzeri, Prova in linea
Berner Rundfahrt
Giro del Veneto
Stausee Rundfahrt
Tour du Leimenthal
- 1976 (Zonca, due vittorie)

Campionati svizzeri, Prova in linea
Gran Premio Mendrisio
- 1977 (Zonca, due vittorie)

Campionati svizzeri, Prova in linea
Rund um die Rigi-Gersau
- 1979 (Jelmoli-Merosa, una vittoria)

Kaistenberg Rundfahrt
- 1980 (Puch-Campagnolo-Sem, una vittoria)

7ª tappa, 1ª semitappa Tour de Suisse (Bellinzona > Mendrisio)
- 1981 (Sem, una vittoria)

Rund um die Rigi-Gersau

#### Altri successi
- 1972 (dilettanti)

Prologo Grand Prix Tell (cronosquadre)
- 1978 (Bic)

Criterium di Lancy
Biel-Magglingen

### Pista
- 1973

Campionati svizzeri, prova a punti

## Piazzamenti

### Grandi Giri
- Giro d'Italia

1974: 56º
1975: 13º
1976: ritirato

### Classiche monumento
- Milano-Sanremo

1975: 42º
1977: 51º
- Liegi-Bastogne-Liegi

1978: 20º
- Giro di Lombardia

1975: 12º

### Competizioni mondiali
- Campionati del mondo su strada

Montreal 1974 - In linea: 16º
Yvoir 1975 - In linea: 14º
Ostuni 1976 - In linea: 40º
San Cristóbal 1977 - In linea: ritirato
Nürburg 1978 - In linea: ritirato
Sallanches 1980 - In linea: ritirato